# 424

## Esdeveniments
- El futur emperador Valentinià II és proclamat cèsar
- Els huns (sota el comandament de Rugas) arriben a un acord amb l'Imperi Romà per rebre terres i un tribut a canvi de cessar els atacs
- Les fonts xineses informen de l'existència de tres estats al sud-est asiàtic:
  - Pan Pan al golf de Siam (que va enviar una ambaixada a la cort xinesa)
  - Tan Mai Liu (Tambralinga), capital Ligor, a l'est de la península Malaya
  - Takkola, a la costa occidental de l'istme de Kra